# The Boys (少女時代のアルバム)
The Boys（ザ・ボーイズ）は、韓国の女性アイドルグループ「少女時代」による3枚目のフルアルバムである。元々は2011年10月5日に発売される予定であったが、アメリカでのアルバム発売が決定した事や、全世界同時に行うマーケティングを強化する為延期となり、同年10月19日にKMPホールディングスを通じて韓国国内で発売され、日本国内では11月5日に発売された。
韓国ではHoot以来約11ヶ月ぶりに発売されたアルバムである。プロデューサーとして大部分をテディー・ライリーが担当し、その他にもユ・ヨンジンやファン・ヒョン、Kenzieなどがプロデュースに参加している。

## 概要
少女時代は全世界を対象にしたアルバムを発売する必要があると考え、ワールドワイドをコンセプトに「The Boys」が制作された。それに伴ってタイトル曲の「The Boys」はこれまでのアルバムとは異なり、音源とミュージック・ビデオが韓国語版と英語版の2バージョンで構成されている。楽曲は少女時代がこれまでにしてきたフックソングとは異なった強力なエレクトリックポップが主なジャンルとなっている。「The Boys」のアルバムの構成と幾つかの収録曲のジャンルは近未来的である為、本楽曲を評価した音楽評論家ごとで嗜好が分かれている。
2011年10月21日に放送された「ミュージックバンク」を通して「The Boys」と「MR.TAXI」が初披露された。その後2012年からはアメリカとフランスのテレビ番組に出演するといったグローバルな活動も企てた。タイトル曲の「The Boys」は各種音楽チャートで1位を獲得し、ガオンデジタル総合チャートや、ビルボードK-POP HOT 100でも1位を獲得した。また、収録曲の「MR.TAXI」も各種音楽チャートにて10位以内を獲得した。アルバムの「The Boys」としての成績は、ガオンアルバムチャートで1位、日本とアメリカのビルボードワールドアルバムチャートで2位、その他にもフランスやスペインのアルバムチャートにも進出した。本アルバムは韓国では41万枚、日本では10万枚販売された。

## 背景

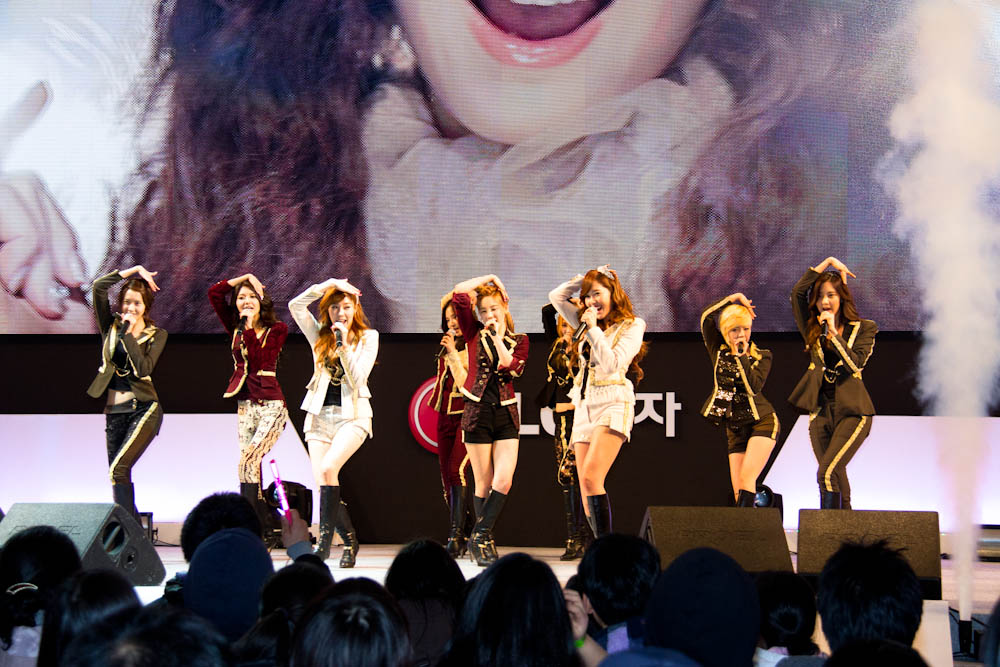
2012年4月1日 LGシネマ 3Dワールドフェスティバルにて公演を行う少女時代

2011年8月12日、Newsenが少女時代が9月に新しいアルバムをリリースするという記事を報道し、SMエンタテインメントも「9、10月に新しいアルバムが発表される事が予想される。まだ正確な日時は出ていない」と明かした。9月26日、10月4日に少女時代の新しいアルバムのタイトル曲をiTunesを通じて全世界同時リリースすると発表した。SMエンタテインメントは「世界が注目するガールズグループとして成長した分、全世界を対象にしたアルバムを出す必要があった」と趣旨を説明した。その後、アメリカでのアルバムリリースや全世界同時に行うマーケティングの強化の為10月19日に延期された。
タイトル曲である「The Boys」は制作段階から全世界のどこで聞いても共感ができるポップソングを制作する事に着眼点を置き、作曲編曲にはマイケル・ジャクソンやレディー・ガガ、プッシーキャット・ドールズなどのプロデュースを担当したテディー・ライリーが制作に参加した。

## 構成
タイトル曲の「The Boys」は、マイケル・ジャクソンのプロデューサーであるテディー・ライリーが作曲した近未来的なサウンドのポップアーバンダンス曲である。少女時代が今までやってきたフックソングから抜け出す為に、少女時代の楽曲の中で初めてラップパートが導入された。本楽曲に対してスヨンは「繰り返されるメロディーがある楽曲でずっと1位を取ることに対し私達も悩んでいて、ひとつのトレンドの様に感じていた。『The Boys』をきっかけとして、サビと特徴的なビートだけの楽曲ではない始めから終わりまで聴ける大衆音楽が増えて欲しい」と語った。ユ・ヨンジンが作詞した「The Boys」の歌詞は希望を吹き込むメッセージが込められている。ティファニーは「少女時代だけではない全ての女性を代表して、この時代を生きている人達にエネルギーを与えたい」と趣旨を明らかにした。
「Telepathy」はシンスポップ、「Say Yes」はレトロポップのジャンルに分類される楽曲である。「Trick」は少女時代が魔術者になったという内容のダンス曲である反面、「How Great Is Your Love」はR&Bのバラードである。「How Great Is Your Love」はメンバーであるスヨンが作詞を行い、当楽曲について下の様に語っている。
春の日の様に温かい愛をくれる存在に対する歌です。自分を無条件で愛してくれる存在について考えました。その存在は母親であるかも知れないし、メンバーであるかも知れないし、ファンの皆さんであるかも知れないです。聴く人が愛してくれる対象を浮かび上がれる様に作詞をしました。休暇中に突然提案を受けたので沢山悩みました。締切期間を間違えてしまい1日で書いた為、レコーディングする当日まで沢山修正をし、メンバーも歌うのが大変だったと思います。
「Oscar」は強烈なサウンドと個性が強いボーカルが特徴的であるが、「Top Secret」はレトロサウンドが特徴的である。IZMの音楽評論家であるファン・ソンオプは「Top Secret」を「Hootの後を継ぐ曲である」と紹介した。「Sunflower」は、片思いをテーマにした楽曲で、スヨンは「1990年台のバラードが浮かび上がる楽曲だ」と紹介した。「Vitamin」は広東製薬のビター500のCMソングである。最後のトラックは、日本でヒットした「Mr.Taxi」の韓国語バージョンが収録されている。

## 収録曲
| #         | タイトル                         | 作詞             | 作曲                                                                                  | 編曲                                                                                  | 時間  |
| --------- | -------------------------------- | ---------------- | ------------------------------------------------------------------------------------- | ------------------------------------------------------------------------------------- | ----- |
| 1.        | 「The Boys」                     | ユ・ヨンジン     | Teddy Riley DOM、キム・テソン、Richard Garcia                                         | Teddy Riley DOM、キム・テソン、Richard Garcia                                         | 3:46  |
| 2.        | 「Telepathy」                    | キム・ブミン     | Hitchhiker                                                                            | Hitchhiker                                                                            | 3:43  |
| 3.        | 「Say Yes」                      | キム・ヨンフ     | キム・ヨンフ                                                                          | キム・ヨンフ                                                                          | 3:44  |
| 4.        | 「Trick」                        | チョ・ユンギョン | Martin Hansen、Sarah Lundback、Sam McCarthy                                           | Martin Hansen、Sarah Lundback、Sam McCarthy                                           | 3:13  |
| 5.        | 「How Great Is Your Love」       | スヨン           | Jean T. Na、Jenzye                                                                    | キム・テソン、キム・ヨンシン                                                          | 3:52  |
| 6.        | 「My J」                         | ファン・ソンジェ | ファン・ソンジェ                                                                      | ファン・ソンジェ                                                                      | 3:51  |
| 7.        | 「Oscar」                        | キム・ジョンベ   | Kenzie                                                                                | Kenzie                                                                                | 3:21  |
| 8.        | 「Top Secret」                   | ホン・ジユ       | Sharon Vaughn、Mathias Peter Venge、Peter Lars Wennerberg、Gabriella Jelena Jangfeldt | Sharon Vaughn、Mathias Peter Venge、Peter Lars Wennerberg、Gabriella Jelena Jangfeldt | 2:57  |
| 9.        | 「Lazy Girl (Dolce Far Niente)」 | キム・テユン     | Lucas Secon、Thomas Troelsen、Mikkel Remee Sigvardt                                   | イム・グァンウク                                                                      | 3:03  |
| 10.       | 「Sunflower」                    | キム・ブミン     | Hitchhiker                                                                            | Hitchhiker                                                                            | 3:48  |
| 11.       | 「Vitamin」                      | ファン・ヒョン   | ファン・ヒョン                                                                        | ファン・ヒョン                                                                        | 3:07  |
| 12.       | 「MR.TAXI (Korean Ver.)」        | チョン・ヘヨン   | STY、Scott Pearson Mann、Chad Royce、Allison Veltz、Paolo Prudencio                   | STY、Scott Pearson Mann、Chad Royce、Allison Veltz、Paolo Prudencio                   | 3:30  |
| 13.       | 「The Boys (English Ver.)」      | ユ・ヨンジン     | Teddy Riley DOM、キム・テソン、Richard Garcia                                         | Teddy Riley DOM、キム・テソン、Richard Garcia                                         | 3:46  |
| 合計時間: | 合計時間:                        | 合計時間:        | 合計時間:                                                                             | 合計時間:                                                                             | 45:42 |

| #  | タイトル                                                           | 作詞 | 作曲・編曲 | 時間 |
| -- | ------------------------------------------------------------------ | ---- | ---------- | ---- |
| 1. | 「The Boys」                                                       |      |            | 3:47 |
| 2. | 「The Boys (Feat. Snoop Dog)(Clinton Sparks & Disco Fries Remix)」 |      |            | 4:17 |
| 3. | 「The Boys (Feat. Lil Play)(Clinton Sparks & Disco Fries Remix)」  |      |            | 4:16 |
| 4. | 「The Boys (Feat. Suzi)(Teddy Riley Remix)」                       |      |            | 3:36 |
| 5. | 「The Boys Bring The Boys Out (David Anthony Remix)」              |      |            | 4:24 |
| 6. | 「The Boys Bring The Boys (Teddy Riley Remix)」                    |      |            | 4:01 |
| 7. | 「The Boys (Inst.)」                                               |      |            | 3:47 |
| 8. | 「The Boys (Acappella)」                                           |      |            | 3:47 |

## ミュージック・ビデオ
ミュージック・ビデオはホン・ウォンギ監督が演出を担当し、2011年8月末から計6日間、京畿道・南楊州市にある撮影スタジオにて、マトリックス技法や超高速ファントムフレックスカメラを用いての撮影が進行された。2011年10月14日に公開された韓国語版と英語版のミュージック・ビデオのティザーは、公開から3日目でアクセス数がいずれも100万件を突破した。
ミュージック・ビデオ本編は10月19日に公開され、公開から9日目で2バージョンの合計再生回数が1500万回を突破。更にYouTubeの「今週最も多く見られた動画」では韓国語版のミュージック・ビデオがLMFAO、ジャスティン・ビーバーに続いて3位にランクインした。また、Facebookでは2011年のK-POPのミュージック・ビデオの中で最も多く共有された。

## プロモーション
本来アルバムは10月5日にリリースされる予定であったものの、1日にアメリカでのリリースが決定した為延期となった。その後10月19日に韓国語バージョン、英語バージョンが収録された「The Boys」をリリースした。12月8日には、少女時代がドライバーの衣装を着用している「Mr.Taxi」版がリリースされた。その後少女時代はインタースコープ レコードとレーベル契約を締結し、11月5日にSnoop Dogg、リル・プレイなどがフィーチャリングで参加した全8曲のリミックスが収録されたマキシシングルを全世界でリリースされる予定であったものの、韓国での活動とアルバムの作業が重なったことにより延期となり、最終的に12月20日にリリースされることになった。2012年1月13日にはインタースコープ レコードにて「The Boys」のスペシャルアルバムがリリースされた。2012年2月13日にはインタースコープ レコードの傘下レーベルであるポリドール・レコードともレーベル契約を締結し、ヨーロッパでも初めて公式的にスペシャルアルバムをリリースした。
本アルバムは世界進出をテーマとしている為、全世界を対象にしたプロモーションを行った。その1つとして2011年10月17日から1ヶ月の間、アメリカのタイムズスクエアや東京、中国、ソウルなどの世界主要都市の大型電光掲示板にて「The Boys」のミュージック・ビデオのティザー映像を放映させた。

## コンセプト
衣装のコンセプトは「女傑」をイメージされており、乗馬服やトレーニングウェアをリメイクした衣装にそれぞれスカートやホットパンツといった、全体的に統一感を演出させながらも、これまでの衣装とは異なった、メンバー毎によってそれぞれ違う衣装になっている。衣装を担当した元SMエンタテインメントビジュアルディレクターのミン・ヒジンは「下着のブランドであるビクトリア・シークレットのファッションショーのフィナーレで、各々が違う下着を着て一箇所に集まる場面が演出されている事に対してインスピレーションを受けた」と語っている。 
アルバムのコンセプトは「プリンセス」をイメージしており、ティザー写真は童話の中の女主人公に扮している。それぞれテヨンは白雪姫、サニーは赤ずきん、ヒョヨンは親指姫、ジェシカは野の白鳥、ティファニーは人魚姫、ユナは三銃士、ユリは赤い靴、スヨンはラプンツェル、ソヒョンは雪の女王である。アルバムのデザイン性やコンセプトは2014年のレッドドットデザインアワードのコミュニケーションデザイン賞、2014年のiFデザインアワードのアルバムパッケージング賞を受賞しており、両委員会は「おとぎ話のキャラクターのそれぞれを表す典型的なシンボルを視覚化する想像力豊かなイラストで、このアルバムの為に作成されたメタルケースは高い価値観を与えてくれる」と評価した。
10月19日に開かれた記者懇談会で少女時代はワールドワイドなアルバムを出したからと言って少女時代というコンセプト自体を変える訳ではないとし、テヨンは「多くの方々がYouTubeを見て私たちを真似するのを見ながら、私たちがアメリカやヨーロッパのスタイルと同じ物が好きなのではなく、私たちだけのスタイルが好きだということを感じた。それで今回も私たちのスタイルをそのまま取り入れた。歌詞に英語がたくさん入ったからといって、アメリカやヨーロッパのスタイルに合わせることはない」と発言した。

## ライブ・パフォーマンス
2011年下半期から2012年初頭にかけて盛んにライブでのパフォーマンスが行われた。The Boysの振り付けは男性的で大きい動作が強調されている。その中のひとつで9人がストレッチをする様に座り込む所があるが、元々は4名が座り込む振付であり、ティファニーが「9人同時に座り込んだらかっこいい」と提案した事によって振付が変更された。
『The Boys』がリリースされる前の2011年7月から少女時代は、収録曲の「Mr. Taxi」の韓国語バージョンをGIRLS GENERATION TOURを通じて披露してきた。アルバムの発売以後は本格的にアルバムのプロモーション活動が始まり、2011年10月21日にKBSで放送されたミュージックバンクで本楽曲と「Mr.Taxi」を初披露した。22日にMBCで放送された音楽の中心では本楽曲に加えて「How Great Is Your Life」が披露された。23日にSBSで放送された人気歌謡では21日と同様に「The Boys」と「Mr. Taxi」が披露された。同日、アメリカのニューヨークで開催されたSMTOWN LIVE WORLD TOURで初めて英語版が披露された。
同年11月3日、ソウルの上岩洞にあるCJ E&Mセンターで行われた「2011 スタイルアイコンアワード」に出演し、10代スタイルアイコン賞の受賞と同時に「The Boys」のステージを披露したものの、ジェシカのソロパートの最中に音響事故が発生した。11月6日にはソウルオリンピック体操競技場での「2011 農心愛の分かち合いコンサート」、21日にはソウルオリンピックホールでの「2011 大韓民国 大衆文化 芸術賞」のオープニングステージでもこの楽曲が披露された。29日にシンガポールで開かれたMnet Asian Music Awardsでは早いビートとラップを強調させたリミックスバージョンでパフォーマンスを行った。
12月1日、高麗大学校 花井体育館で開かれた総合編成チャンネル開局合同祝賀ショー 第2部にて本楽曲を披露した。12月9日と10日の2日間に渡って開かれた単独ツアーのシンガポール公演ではセットリストの最初に「The Boys」が歌われた。12月24日ではKBS芸能大賞 第1部 エンディング公演にて本楽曲のステージを披露した。
2012年1月22日、平昌冬季オリンピック成功祈願コンサートにて「The Boys」を披露した。同月31日にはグループ初のアメリカの地上波 CBSの「レイト・ショー・ウィズ・デイヴィッド・レターマン」ではバンドバージョンを歌唱した。その後もABCの「ライブ! ウィズ・ケリー」やCANAL plusの「ル・グラン・ジュルナル」で本楽曲を披露した。
現在でも「The Boys」は他のグループのカバーなどによってパフォーマンスされてきており、2018年にはIZ*ONEがMnet Asian Music Awardsにて本楽曲を披露し、2022年にはKep1erがQUEENDOM 2の競演曲として本楽曲を披露し話題になった。

## 批評
IZMのファン・ソンオプは「沢山の方々が言及した様に、この楽曲では今まで感じられた'少女'達の感性を汲み取りにくくなっている。強い電子サウンド、鈍いビートに、耳によく入ってこないメロディーは普通の事。イメージは前例がない程に強くて、サビは中毒性のあるフックの代わりにラップのフレーズが繰り返されてるだけである。それでも曲自体の完成度はつまらないわけではない。貧弱な構成を帯びる他の女性アイドルグループの表題曲に比べるとはるかに充実している印象を与える」と評価した。
All Musicのティム・センドラはこのアルバムを「一緒に歌うフック、アップテンポなダンストラック、時々力量を発揮するバラードに9人のメンバー全員の力強いボーカルでぎっしり詰まっており、ストレートポップラジオな感じとセッティングがよく出来ている数々のトラックが一緒になっている」と評価し、また「The Boys」を最高のトラックだと評し「少女時代はポップな世界を征服するために何事でもやる」と続けて称賛した。
イギリスの雑誌のザ・ガーディアンは今若者の読者が聴いてるプレイリストで本楽曲を紹介し「既にアジアを支配した少女時代が最新シングル『The Boys』で西欧に向かってはじめの一歩を踏んでいる」と報道した。
韓国日報では専門家達が「The Boys」を「大衆的で目立つ様な曲ではない」という理由で2011年今年のワースト2位に選定された。音楽評論家のパク・ウンソクは「少女時代は韓国を代表するガールズグループで、アルバムの制作に最高の人材を投入したという点を考慮した時、今回のアルバムは意欲過剰である」と評した。また同じく音楽評論家のナ・ドウォンは本アルバムをGeeとHootと比較し、収録曲の格差が大きいと批判した。
NAVER MUSICの韓国大衆音楽賞 選定委員団であるキム・ゴグムは「少女から抜け出そうと、成熟という敷居につまづいた曖昧な状況の音楽」とし、「一発に欠ける。そのせいで致命的になることもある。少女時代だから」と評した。

## 成績

### 受賞

#### 授賞式
ゴールデンディスクアワード - デジタル音源大賞

#### 音楽番組首位
計12冠。ミュージックバンクは6週連続で首位を獲得しており、2011年最長記録である。
- M COUNTDOWN - Mnet 合計3回
- 人気歌謡 - SBS 合計3回
- ミュージックバンク - KBS 2TV 合計6回

### チャート

#### ダウンロード

##### The Boys
| チャート名                   | 最高順位     |
| 週間チャート                 | 週間チャート |
| ---------------------------- | ------------ |
| ガオンデジタルチャート       | 1            |
| ガオンストリーミングチャート | 1            |
| ガオンダウンロードチャート   | 1            |
| ビルボード コリアホット100   | 1            |
| 年間チャート                 |              |
| ガオンデジタル総合チャート   | 43           |
| ガオンストリーミングチャート | 49           |
| ガオンダウンロードチャート   | 10           |

発売直後にはMelonやソリバダなどで1位を記録し、アルバムの全収録曲もチャート100位圏内を記録した。また、アメリカのiTunes総合シングルチャートで韓国のアーティストでは初のTOP 100入りである82位を記録した。リリース初週のダウンロード数は759,463件を突破し、ガオンダウンロードチャートと、デジタル総合チャートでは1位を記録した。2週目のダウンロード数は計620,454件を記録し、デジタル総合チャートを含んだダウンロードチャートでも2週連続1位を獲得した。

##### Mr.Taxi
リリース初週のダウンロード数は334,704件を記録し、ガオンデジタル総合チャートでは14位を記録した。その次週のチャートでは前週の5位上の9位を記録した。

#### アルバム
| 国                    | チャート                         | 最高順位     |
| 週間チャート          | 週間チャート                     | 週間チャート |
| --------------------- | -------------------------------- | ------------ |
| アメリカ              | ビルボードワールドアルバム       | 2            |
| アメリカ              | ビルボードハートシカーズアルバム | 17           |
| スペイン              | PROMUSICAE                       | 64           |
| 日本                  | オリコン                         | 2            |
| 台湾                  | G-Music                          | 3            |
| フランス              | SNEP                             | 130          |
| 韓国                  | ガオンチャート                   | 1            |
| 月間チャート          |                                  |              |
| 日本                  | オリコン                         | 10           |
| 韓国                  | ガオンチャート                   | 1            |
| 年間チャート (2011年) |                                  |              |
| 日本                  | オリコン                         | 95           |
| 韓国                  | ガオンチャート                   | 1            |

発売初週のガオンアルバムチャートで1位を記録し、その後3週にわたって1位をキープした。10月の1ヶ月間では23万枚を売り上げ、月間チャートでは1位を獲得した。発売後2週間で22万枚を売り上げ、ガオンチャートの10月の販売枚数1位になった。2011年のアルバムチャートでは38万5348枚の販売枚数を達成し、年間1位のセールスを記録している。更に2012年5月には累計で41万542枚を記録した。2010年以降の統計において、単一のレコード（リパッケージ合算を除く）で40万枚を突破した歌手は、少女時代が初である。2012年の年間販売数5万2863枚を合わせると累計43万8211枚である。ガオンチャート関係者は「世界的なK-POPブームの影響で、海外のファンが韓国のCD販売サイト等で購入するケースが増加したためと推測される」と語っている。

## リリース日程
| 地域           | 日程           | 形態               | フォーマット     | 流通                                      | 引用          |
| -------------- | -------------- | ------------------ | ---------------- | ----------------------------------------- | ------------- |
| 韓国           | 2011年10月19日 | 通常盤             | CD、デジタル配信 | SMエンタテインメント、KMPホールディングス | [ 69 ]        |
| 香港           | 2011年10月26日 | 通常盤             | CD               | ユニバーサルミュージックホンコン          | [ 70 ]        |
| 日本           | 2011年11月5日  | 通常盤             | CD               | ユニバーサルミュージックジャパン          | [ 71 ]        |
| オーストラリア | 2011年11月11日 | 通常盤             | デジタル配信     | ユニバーサルミュージックオーストラリア    | [ 72 ]        |
| 台湾           | 2011年11月18日 | 通常盤             | CD               | ユニバーサルミュージックタイワン          | [ 73 ]        |
| 韓国           | 2011年12月9日  | Mr.Taxi盤          | CD               | SMエンタテインメント                      | [ 74 ]        |
| 台湾           | 2012年1月13日  | Mr.Taxi盤          | CD               | ユニバーサル・ミュージック・タイワン      | [ 75 ]        |
| 全世界         | 2011年12月20日 | マキシシングル     | CD、デジタル配信 | インタースコープ・レコード                | [ 24 ]        |
| アメリカ       | 2012年1月17日  | スペシャルアルバム | CD、デジタル配信 | インタースコープ・レコード                | [ 76 ] [ 77 ] |
| ヨーロッパ     | 2012年2月13日  | スペシャルアルバム | CD、デジタル配信 | ポリドール・レコード                      | [ 25 ]        |